# Копёнский чаатас

Хакасия. Копёнский чаатас

Копёнский чаатас — могильник VII—VIII (по другой хронологии — IX—X) веков на левом берегу Енисея в Хакасии. Назван по селу Копёны, затопленному впоследствии Красноярским водохранилищем.
Расположен в 5 км к юго-западу от Копён, у дороги на село Боград, на возвышенности Солонцы

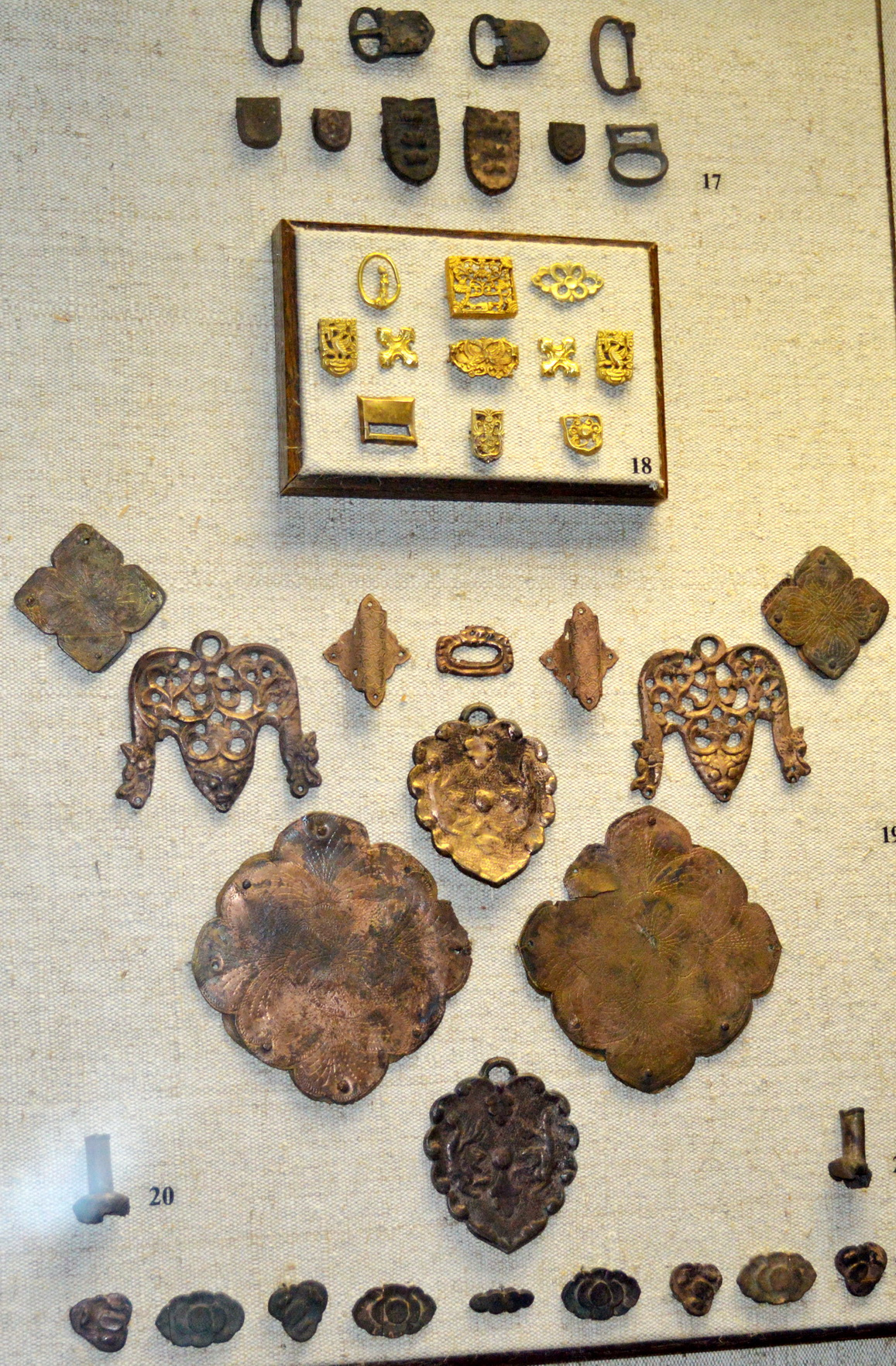
Украшения, Копёнский чаатас

Большие курганы с погребениями родоплеменной знати енисейских кыргызов (предков современных хакасов) раскопаны в 1939—40 гг. Л. А. Евтюховой и С. В. Киселёвым. Рядом с разграбленными могилами были обнаружены ямки-тайники, в которых сохранились произведения ювелирного искусства: золотые и серебряные блюда, 4 золотых кувшина (на двух вырезаны орхоно-енисейские надписи), наборы золотых, серебряных и бронзовых украшений конского убора. Изделия выполнены на основе более ранних местных традиций местными ювелирами, которым было знакомо искусство Ирана и Китая.
Недалеко от Копёнского чаатаса расположена Боярская писаница.